# Miljövårdsberedningen
Miljövårdsberedningen är Sveriges regerings råd i miljöfrågor sedan år 1968. Beredningen har haft olika sammansättning och olika uppgifter under skilda perioder. En viktig uppgift är att ge råd till regeringen i aktuella frågor eller framtidsfrågor med miljöanknytning.